# Wergeld
Le wergeld (prononcé vεʀgεld), littéralement « prix de l’homme » (également appelé composition, en néerl. zoengeld, weergeld, en all. Sühngeld, Wiedergeld), est, en droit germanique médiéval (notamment franc), une somme d’argent demandée en réparation à une personne coupable d’un meurtre, d'une mutilation ou d’un autre crime grave.

## Définition
Selon le Centre national de ressources textuelles et lexicales, le wergeld est une « composition légale pécuniaire en usage chez les Francs, versée en cas de blessure ou de meurtre à la victime ou à sa famille par le coupable, afin de se soustraire à la vengeance privée, et dont le taux variait selon la situation sociale de la victime ». Le dictionnaire Larousse évoque l'origine germanique et utilise le terme d'indemnité pour définir ce mot.
Selon Fustel de Coulanges, auteur d'une Histoire des institutions politiques de l'ancienne France éditée en 1875, le wergeld correspond à un tarif réglementé de la vie humaine selon le statut de la victime. Le titre 41 de la loi salique stipule en effet qu'un Franc libre n'a pas la même valeur qu'un citoyen romain, qu'il subisse un meurtre ou une simple atteinte (vol ou réduction en esclavage d'un homme libre).
Le concept se retrouve également chez les Francs ripuaires.

## Historique

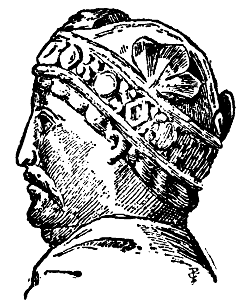
Charlemagne (gravure) impose la règle du wergeld dans son Empire

Cette tradition exerçait un rôle important dans les anciennes civilisations d’Europe du Nord, en particulier chez les Germains et les Vikings. Les Celtes connaissaient également cette coutume (v.irl. éraic), mais distinguaient le « prix de l’honneur » pour meurtre (v.irl. coirp-díre, gall. galanas) du « prix du visage » pour d’autres crimes (v.irl. enech-lann, gall. gwyneb-warth, sarhaet, m.bret. enep-uuert). Le montant du wergeld en cas de meurtre dépendait assez largement du rang social auquel appartenait la victime.
Charlemagne a rendu le wergeld obligatoire dans le cadre de la vengeance privée (faida). En effet, la vengeance privée était source de désordres et était surtout contraire à la religion catholique. Malgré tout, la faida a persisté dans la coutume.
Le wergeld du droit coutumier germanique est bien une réparation, et non pas une amende à la grecque. C'est-à-dire qu'il n'y avait pas d'équivalence automatique entre un crime et un montant pécuniaire. Au lieu de cela, la parentèle de la partie offensée et celle de la partie incriminée débattaient, encadrées par une assemblée des Anciens. S'ils tombaient d'accord sur un montant (souvent en nature, mais en monnaie dans les zones de contact avec l'empire romain), on considérait l'affaire comme réglée. Sinon, l’autre forme commune de réparation légale à cette époque était la revanche par le sang, appelée faide, identique à la loi du talion.
La loi salique, règle de droit privé des Francs saliens, était initialement basée en grande partie sur le système du wergeld, mais au fil de ses remaniements successifs, le roi imposa de plus en plus la peine appropriée, dérivant vers un système d'amendes. Ainsi, chaque offense physique avait pour réponse une indemnisation financière pour la victime prévue à l'avance (et non plus négociée au cas par cas). L'Église a fortement encouragé ce système, car ainsi était évitée la vengeance, qui était difficile à canaliser : une injure pouvait engendrer un contentieux entre deux familles durant des générations, alors que le système du wergeld ou de l'amende permettait de régler une fois pour toutes le différend.
Le wergeld était rentable pour la communauté et pour le trésor public : les deux tiers de l’amende reviennent à la victime ou à sa parenté, en cas de décès, et un tiers est octroyé à l'État pour payer les frais liés à l’atteinte à la paix publique.
Le wergeld n'était pas applicable dans toutes les communautés germaniques : ainsi, la loi gombette, loi des Burgondes, n'admettait pas la composition en cas de meurtre.

## Exemples

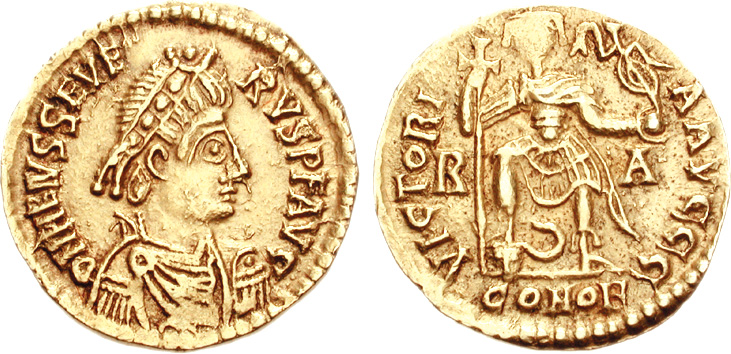
Solidus (sou d'or) au nom de Libius Severus (461-466) wisigothique.

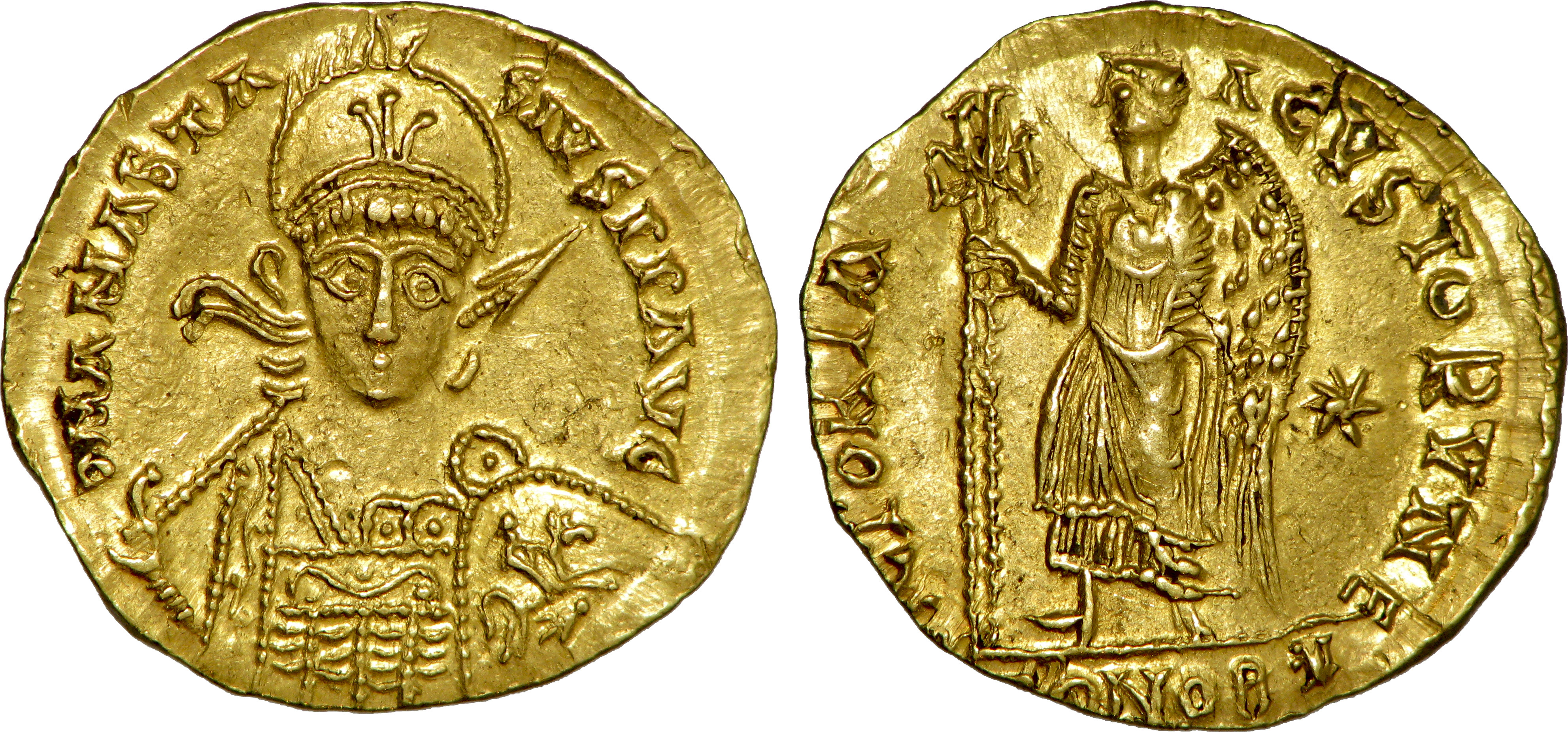
Solidus (sou d'or) franc, frappé sous Clovis

À titre indicatif, voici quel était le « tarif » (en sous d'or) pour meurtre chez les Wisigoths :
| - garçon de 1 an : 60 sous - garçon de 4 à 6 ans : 80 sous - garçon de 10 ans : 100 sous - garçon de 14 ans : 140 sous - homme de 15 à 20 ans : 150 sous - homme de 20 à 50 ans : 300 sous - homme de 50 à 65 ans : 200 sous - homme de plus de 65 ans : 100 sous |

La somme était diminuée de moitié s'il s'agissait d'une fille.
Chez les Francs saliens, on payait indifféremment 200 sous d'or pour un homme ou une femme libre, mais les blessures étaient méticuleusement tarifées : par exemple 100 sous pour avoir arraché à autrui une main, un pied, un œil ou le nez ; mais seulement 63 si la main restait pendante. Arrachage de l'index (qui servait à tirer à l'arc) : 35 sous, autre doigt : 30 sous ; 2 doigts ensemble : 35 sous, 3 doigts : 50 sous, etc. Le coupable devait en outre payer une amende au roi pour avoir troublé la paix publique.
En cas de wergeld d'un antrustion du Roi : amende de 600 sous.
Il existait cependant une différence selon l'origine et le statut de la victime : la vie d'un citoyen romain (ou gallo-romain) était évaluée à 100 sous et celle d'un Franc à 200 sous. En outre, le montant de la compensation pouvait être triplée si le décès était lié à une noyade, ou encore à l'attaque d'une  maison habitée par une bande armée; par exemple, selon la Loi, si un protégé du roi avait été tué dans sa maison par une bande armée, son wergeld pouvait s'élever à plus de 1 800 sous d’or, somme considérable à l'époque.

## Influences
À la fin du Moyen Âge, les coutumes pénales de la Gascogne ont maintenu l'indemnité pécuniaire à la suite d'un homicide. Le règlement traditionnel du paiement d'une somme de trois cents sous, permet d'éviter des conflits liés à la mort d'un proche. Même si la filiation directe avec la loi des Wisigoths ne peut être directement démontrée, l'influence semble évidente. Ce système tend à disparaître au XVe siècle, sous l’effet d'une évolution permettant le transfert de la vengeance vers la puissance publique, ce qui transforme la société d'un ensemble d'hommes libres en personnes justiciables.

### Note
1. ↑  Voir à ce sujet : s:Loi salique